# ترايا ساتون
ترايا ساتون (بالإنجليزية: Traya Sutton)‏ شخصية خيالية من شخصيات فرقة العدالة الأمريكية، وهي ابنة كاثي سوتون وريد تورنادو (تحت هويته جون سميث) بالتبني؛ ابتكرها كل من جيري كونواي وديك ديلين. كان أول ظهور للشخصية في فرقة العدالة الأمريكية #152 (مارس \ آذار عام 1978).

## التاريخ
تم إنقاذ ترايا من حرب مزقت بياليا بواسطة ريد تورنادو. في وقت لاحق قدم ريد تورنادو الفتاة إلى شريكته كاثي ساتون، التي اعتمدتها، في حين أصبح ريد تورنادو والدها بالتبني.
عندما تم غسل دماغها بواسطة كالي كالت، كادت أمها الحاضنة لها أن تقتلها، وكان عليها أن تدخل المستشفى. انتقلت ترايا إلى مدرسة إلياس إنترناشيونال للبنات، حيث كانت شريكتها في السكن هي سيسي كينغ-جونز، والتي كانت تعرف في السابق آرويتي.

## الظهور
على الرغم من أن هذه الشخصية قد تم تقديمها في الأصل خلال عصر نشر دي سي الأرض-واحد، إلا أن وجودها في أعقاب أحداث السلسلة المحدودة للأزمة غير المحدودة التي استمرت من عام 1985 إلى عام 1986 ظل سليماً. ومع ذلك، قد تكون بعض عناصر تاريخ الشخصية ما قبل الأزمة قد تم تغييرها أو إزالتها من أجل استمرارية الأرض الجديدة بعد الأزمة، واعتبارات ملفقة.